# Ercole Gualazzini
Ercole Gualazzini (San Secondo Parmense, 22 giugno 1944) è un ex ciclista su strada italiano.
Professionista dal 1966 al 1978, conta la vittoria di quattro tappe al Giro d'Italia, due tappe al Tour de France e una alla Vuelta a España. 

## Biografia
È il nonno materno del calciatore Alberto Cerri.

## Carriera
Corridore con caratteristiche di passista veloce, ottenne dodici successi da professionista. I principali furono una tappa alla Vuelta a España 1969, il Tour d'Indre-et-Loire nel 1970, una tappa al Giro d'Italia 1971, una tappa al Tour de France 1972, una tappa al Giro d'Italia 1974, una tappa al Tour de France 1974, una tappa al Giro d'Italia 1976, una tappa al Giro d'Italia 1977 e la Sassari-Cagliari nel 1967. Fu gregario di Felice Gimondi, Roger De Vlaeminck, Patrick Sercu e Giuseppe Saronni.

## Palmarès
- 1969 (Max Meyer, una vittoria)

18ª tappa, 1ª semitappa Vuelta a España (Vitoria > Llodio)
- 1970 (Salvarani, tre vittorie)

1ª tappa Tour d'Indre-et-Loire (Saint-Pierre-des-Corps > Saint-Cyr-sur-Loire)
3ª tappa Tour d'Indre-et-Loire (Joué-lès-Tours > Tours)
Classifica generale Tour d'Indre-et-Loire
- 1971 (Salvarani, una vittoria)

3ª tappa Giro d'Italia (Potenza > Benevento)
- 1972 (Salvarani, una vittoria)

3ª tappa, 1ª semitappa Tour de France (Pornichet > Saint-Jean-de-Monts)
- 1973 (Bianchi, una vittoria)

6ª tappa, 1ª semitappa Giro di Sardegna (Nuoro > Olbia)
- 1974 (Brooklyn, due vittorie)

15ª tappa Giro d'Italia (Sanremo > Valenza)
1ª tappa Tour de France (Brest > Saint-Pol-de-Léon)
- 1976 (Brooklyn, una vittoria)

17ª tappa Giro d'Italia (Arosio > Verona)
- 1977 (Scic, due vittorie)

Sassari-Cagliari
15ª tappa Giro d'Italia (Vicenza > Trieste)

### Altri successi
- 1973 (Bianchi)

Criterium di Voghera

## Piazzamenti

### Grandi Giri
- Giro d'Italia

1969: 69º
1971: ritirato
1973: 101º
1974: 96º
1976: ritirato
1977: ritirato
- Tour de France

1972: ritirato
1974: ritirato
1976: ritirato
- Vuelta a España

1969: 63º

### Classiche monumento
- Milano-Sanremo

1970: 92º
1974: 25º